# Hołowczyce (gmina)
Hołowczyce – dawna gmina wiejska istniejąca w latach 1809–1954 na Lubelszczyźnie. Siedzibą gminy za II RP były Hołowczyce, a po wojnie  Horoszki (Wielkie).
Gmina Hołowczyce powstała w 1809 roku w Księstwie Warszawskim. Po podziale Królestwa Polskiego na powiaty i gminy z początkiem 1867 roku gmina Hołowczyce weszła w skład w powiatu konstantynowskiego w guberni siedleckiej (w latach 1912–1915 jako część guberni chełmskiej). Gmina składała się z 10 wsi: Horoszki, Bonin, Raczki, Litewniki, Walim, Hołowczyce, Zabuże, Klepaczew, Serpelice i Borsuki.
W okresie międzywojennym gmina weszła w skład woj. lubelskiego a po likwidacji powiatu konstantynowskiego z dniem 1 kwietnia 1932  została włączona do powiatu bialskiego. Podczas okupacji gmina należała do dystryktu lubelskiego (w Generalnym Gubernatorstwie). W 1952 roku siedzibę gminy przeniesiono z Hołowczyc do Horoszek. Według stanu z dnia 1 lipca 1952 gmina Hołowczyce składała się z 14 gromad.
Jednostka została zniesiona 29 września 1954 wraz z reformą wprowadzającą gromady w miejsce gmin. Z obszaru gminy utworzono Gromadzkie Rady Narodowe w Hołowczycach, Horoszkach Dużych i Litewnikach Nowych. Po reaktywowaniu gmin z dniem 1 stycznia 1973 gminy Hołowczyce nie przywrócono.